# Биер де Гард
Биер де Гард (на френски: Biere de Garde, в превод – „бира за съхраняване, отлежала бира“), известна и под името „бира от избата“, е традиционен фермерски ейл от района Нор-Па дьо Кале, Северна Франция.

## История и характеристика
В миналото Biere de Garde се вари през ранна пролет и се съхранява в хладни избени помещения до летните месеци. В наши дни се произвежда целогодишно. В отличие от белгийската сезон бира, Biere de Garde е по-наситена, сладка и с малцов характер бира, често с „избен“ характер; в нея отсъства пикантния и тръпчив характер и киселинност, присъщи на Saison.
Този стил включва три основни вариации: кафяв (brune), светъл (blonde) и кехлибарен (ambree). По-тъмните версии имат по-малцов характер, а по-светлите могат да имат повече хмел, но въпреки това също са малцови. Родствен стил е т.нар. Biere de Mars, която излиза на пазара през месец март (Mars), обикновено за домашна употреба и по-бърза консумация, без дълъг срок на отлежаване. Предвид трите вариации на бирата цветът също варира от светлозлатист до червеникаво-бронзов и кестеново-кафяв. Бирата е нефилтрирана, варира от прозрачна до мътна, отличава се с висока карбонизация и образува бяла до кремаво-кафеникава пяна. Характерни са малцов и слаб до почти никакъв хмелен аромат, и среден до силен малцов вкус, с карамелена сладост. Малцовите вкусове и сложността се увеличават, колкото по-тъмен е цветът на бирата.
Алкохолното съдържание съдържание варира от 6 до 8 %.

## Търговски марки
Типични търговски марки са: Jenlain (кафява), St.Amand (кафява), Ch'Ti Brun (кафява), Ch'Ti Blond (светла), La Choulette (всички 3 варианта), La Choulette Biere des Sans Culottes (светла), Saint Sylvestre 3 Monts (светла), Biere Nouvelle (кафява), Castelain (светла), Jade (кехлибарена), Brasseurs Biere de Garde (кехлибарена).